# Geogarypus quadrimaculatus
Geogarypus quadrimaculatus är en spindeldjursart som beskrevs av Volker Mahnert 2007. Geogarypus quadrimaculatus ingår i släktet Geogarypus och familjen Geogarypidae. Inga underarter finns listade i Catalogue of Life.